# 리로이 앤더슨
리로이 앤더슨(영어: Leroy Anderson, 1908년 6월 29일 ~ 1975년 5월 18일)은 미국의 작곡가이자 지휘자이다.

## 생애
메사추세츠 주 케임브리지에서 스웨덴계 부모 사이에서 태어난 앤더슨은 교회 오르간 연주자였던 어머니에게 처음으로 피아노 지도를 받았다. 그는 뉴잉글랜드 음악원에서 피아노를 계속 배웠다. 1925년에 앤더슨은 하버드 대학교에 압학하여 음악적 조화, 대위법, 관현악, 더블베이스를 배웠다. 그는 또한 헨리 기던과 함께 오르간을 배웠다. 그는 1929년에 예술 학사 학위를 받고 우등으로 졸업했으며 피 베타 카파에 선출되었다. 하버드 대학교 대학원에서 앤더슨은 왈터 피스톤, 조지 에네스쿠와 함께 작곡을 배웠으며 1930년에 음악 석사 학위를 받았다.

## 경력
앤더슨은 하버드에서 계속 학업을 이어가며 독일어와 스칸디나비아 국가 언어로 박사 학위를 취득했다.
당시 그는 이스트 밀턴 회중 교회에서 오르간 연주자이자 합창단 지휘자로 일하면서, 하버드 대학교 밴드를 이끌고 보스턴 주변에서 춤 밴드 지휘자로 일했고 편곡했다.

## 사망
앤더슨은 1975년에 코네티컷주 우드버리에서 암으로 사망하고 그곳에 묻혔다.

## 작품
- 《고장난 시계》 (1945)
- 《썰매 타기》 (1948)
- 《사라반드》 (1948)
- 《타자기》 (1950)
- 《춤추는 고양이》 (1950)
- 《팅, 탱, 통!》 (1951)
- 《블루 탱고》 (1951)
- 《사포 발레》 (1954)
- 《나팔수의 휴일》 (1954)
- 《해적 춤》 (1962)
- 《피라미드 춤》 (1962)